# Mrs. Miller
Mrs. Miller, eigentlich Elva Ruby Connes (* 5. Oktober 1907 in Joplin, Missouri; † 28. Juni 1997 in Vista, Kalifornien), war eine amerikanische Popsängerin. Ihre Gesangsfähigkeiten sind umstritten.

## Leben
Connes studierte sporadisch am Pomona College Musik. Später sang sie in den Kirchen um Claremont, Kalifornien. 1966 wurde „Mrs. Miller“ von der Musikgesellschaft Capitol Records unter Vertrag genommen. Das erste Album, Mrs. Miller’s Greatest Hits, wurde in den ersten drei Wochen nach seiner Veröffentlichung über 250.000 mal verkauft und erreichte Platz 15 in den USA. Drei weitere Alben folgten, die jedoch deutlich weniger erfolgreich waren und sich auch nicht mehr in den Alben-Charts platzieren konnten.
Bekannte von Mrs. Miller gesungene Titel waren Rock-Klassiker wie Downtown, Monday Monday, A Hard Day’s Night und Moon River. Damit trat sie in einigen Fernsehshows auf, und sie sang vor amerikanischen Truppen in Vietnam. 1968 wurde ihr Vertrag mit Capitol nicht verlängert und sie wechselte zum kleinen Label Amaret, wo ihre letzte LP Mrs. Miller Does Her Thing erschien. Da sich größere Plattenfirmen nicht mehr für sie interessierten, gründete Mrs. Miller ihr eigenes, nach ihr benanntes Label und veröffentlichte hier 1971 noch zwei Singles: The Week End of a Private Secretary und She Had To Go and Lose It At the Astor. Danach zog sie sich aus dem Showgeschäft zurück. Ihre letzten Lebensjahre verbrachte sie in einem Pflegeheim in Vista, Kalifornien. Mrs. Miller verstarb 1997 im Alter von 89 Jahren. Sie wurde im Pomona Mausoleum in Pomona, Kalifornien, beigesetzt.
1999 wurde in der Best-of-Serie Ultra Lounge – Wild, Cool & Swingin’ eine Zusammenstellung ihrer für Capitol eingespielten Titel veröffentlicht.

## Stil
Mrs. Millers größte Eigentümlichkeit war ein übermäßiges Vibrato, das als Parodie auf opernhaften Gesang gewertet werden kann. Außerdem kam sie häufig aus dem Takt und traf oft die Töne sehr unpräzise. Bekannt wurde Mrs. Miller auch wegen ihrer wenig geglückten Pfeif-Versuche.
Dank ihres kurzzeitigen überwältigenden Erfolgs in den US-Hitparaden fand Mrs. Miller etliche Nachahmerinnen. In Deutschland war es 1967 eine „Tante Emma“ mit einer Mrs.-Miller-ähnlichen und erfolgreichen Version von Marmor, Stein und Eisen bricht, mit dem Drafi Deutscher einen Hit gelandet hatte. Die dazugehörige LP Tante Emma beim Kochen enthält hauptsächlich Schlager wie Liebeskummer lohnt sich nicht oder Mit 17 hat man noch Träume.

## Diskografie
- Mrs. Miller's Greatest Hits (1966)
- Will Success Spoil Mrs. Miller?! (1966)
- The Country Soul of Mrs. Miller (1967)
- Mrs. Miller Does Her Thing (1968)
- Ultra-Lounge: Wild, Cool & Swingin', The Artist Collection Vol. 3: Mrs. Miller (1999, compilation)